# فلسقو
فلسقو قرية في ناحية عين الشرقية التابعة لمنطقة جبلة في محافظة اللاذقية. بلغ عدد سكانها 801 نسمة عام 2004.